# Parmaladera taiwana
Parmaladera taiwana är en skalbaggsart som beskrevs av Shuhei Nomura och Kobayashi 1979. Parmaladera taiwana ingår i släktet Parmaladera och familjen Melolonthidae. Inga underarter finns listade i Catalogue of Life.